# Nghĩa Bình, Nghĩa Hưng
Nghĩa Bình là xã cũ thuộc huyện Nghĩa Hưng, tỉnh Nam Định, Việt Nam.

## Địa giới hành chính
Xã Nghĩa Bình nằm ở phía nam huyện Nghĩa Hưng, thuộc hữu ngạn sông Ninh Cơ.
- Phía bắc giáp xã Nghĩa Phong, huyện Nghĩa Hưng.
- Phía đông giáp xã Hải Châu và thị trấn Thịnh Long, huyện Hải Hậu (ranh giới tự nhiên là sông Ninh Cơ).
- Phía nam giáp xã Nghĩa Thắng, huyện Nghĩa Hưng.
- Phía tây giáp xã Nghĩa Tân, huyện Nghĩa Hưng.

## Hành chính
Năm 1974, xóm Bốn Mươi của xã Nghĩa Phong được sáp nhập vào xã Nghĩa Bình, xóm Vân Cù của xã Nghĩa Bình được sáp nhập vào xã Nghĩa Tân.

## Giao thông
- Xã Nghĩa Bình có tỉnh lộ 490 chạy qua.